# Устанув
Устанув (пол. Ustanów) — село в Польщі, у гміні Пражмув Пясечинського повіту Мазовецького воєводства.
Населення — 1343 особи (2011).
У 1975-1998 роках село належало до Варшавського воєводства.

## Демографія
Демографічна структура станом на 31 березня 2011 року:
|          | Загалом | Допрацездатний вік | Працездатний вік | Постпрацездатний вік |
| -------- | ------- | ------------------ | ---------------- | -------------------- |
| Чоловіки | 641     | 171                | 432              | 38                   |
| Жінки    | 702     | 176                | 424              | 102                  |
| Разом    | 1343    | 347                | 856              | 140                  |